# Grafologi
Grafologi är studiet av sambandet mellan utseendet på handskriven text och egenskaper hos den som skrivit. Grafologin kan delas i dels en vetenskaplig gren som går ut på att studera handstil för att till exempel lösa brottsfall, dels en tydligt pseudovetenskaplig underhållning på bland annat nöjesparker som ofta baseras på slumpen eller generaliseringar. Bortsett från att båda studerar handstilar finns mycket få likheter. Jämförande handstilsundersökning är den kriminaltekniska verksamheten för att undersöka om två handstilsprov är skrivna av samma person.
Nöjesparksgrafologin är baserad på generella antaganden om vissa drag i en handskriven text, ofta bara en kort text såsom en namnteckning. En viss lutning på stilen, eller ett annat stildrag, påstås indikera en viss läggning (optimist, dåligt självförtroende), eller till och med en hel personlighetsbeskrivning. Experten (eller maskinen) gör oftast bara en kort översyn och lämnar ut en generell beskrivning.
Den vetenskapliga grenen grafologi är ifrågasatt, men den bygger för det första på kriminaltekniska hjälpmedel för att bland annat avgöra pennans tryck mot pappret (för att avslöja imiterad handstil med mera), och för det andra på en analys av signifikanta drag i en handskriven text, som exempelvis lutning och sammanbundna bokstäver. Slutsatserna är ofta mycket försiktiga. Det råder exempelvis fortfarande oenighet om ifall man ens kan avgöra en persons kön baserat på handstilen. Framförallt används den här grenen för komparativa studier – jämförelser mellan två olika exempel. Det vetenskapliga stödet är ytterst svagt.

## Kända grafologer
- Hans Scheike
- Ludwig Klages